# Tom Mercey
Pour les articles homonymes, voir Mercey (homonymie).
Pas d'image ? Cliquez ici

a Compétitions nationales et continentales officielles uniquement.

b Matchs officiels uniquement.
Thomas Mercey, né le 15 juin 1987 à Lewisham, Londres, est un joueur de rugby à XV anglais, évoluant au poste de pilier droit pour les Saracens.

## Carrière
Il est né le 15 juin 1987 dans le district londonien de Lewisham. Il a été formé au Dulwich College ainsi qu'au Blackheath RC, qui évolue en 3e division, avant de rejoindre la Saracens Academy en 2003. La même année, il est sélectionné en équipe d'Angleterre des moins de 16 ans.
Tom Mercey intègre l'équipe professionnelle des Saracens en 2004. En sélection, il participe au tournoi des 6 nations 2004-05 des moins de 19 ans et aux championnats du monde 2005 et 2006 des moins de 19 ans,, puis aux championnats du monde 2006 des moins de 21 ans.
Il fait ses débuts avec l'équipe première des Sarries le 21 janvier 2006 en 2005-2006 contre le Biarritz olympique. Mercey ne fait ses débuts en Premiership que la saison suivante et participe à quatre rencontres de championnats, neuf toutes compétitions confondues sous les couleurs des Men in Black. Il est alors sélectionné en équipe d'Angleterre A pour le tournoi des 6 nations A et remporte la Churchill Cup 2007. Lors de la saison 2007-08, ses apparitions avec les Saracens se font plus nombreuses et est titulaire à plusieurs reprises.

## Palmarès
- Angleterre A : Churchill Cup 2007